# Fiji nos Jogos Olímpicos de Verão de 2008
Fiji participou dos Jogos Olímpicos de Verão de 2008, em Pequim, na China. O país estreou nos Jogos em 1956 e esta foi sua 12ª participação.

## Desempenho

### Atletismo
| Atleta             | Prova           | Eliminatórias | Eliminatórias | Semifinais  | Semifinais  | Final       | Final       |
| Atleta             | Prova           | Tempo         | Posição       | Tempo       | Posição     | Tempo       | Posição     |
| ------------------ | --------------- | ------------- | ------------- | ----------- | ----------- | ----------- | ----------- |
| Niko Verekauta     | 400 m masculino | 46.32 (SB)    | 40            | Não avançou | Não avançou | Não avançou | Não avançou |
| Makelesi Bulikiobo | 400 m feminino  | 52.24 (SB)    | 24            | Não avançou | Não avançou | Não avançou | Não avançou |

### Halterofilismo
| Atleta       | Prova            | Arranque  | Arranque | Arremesso | Arremesso | Total | Posição |
| Atleta       | Prova            | Resultado | Posição  | Resultado | Posição   | Total | Posição |
| ------------ | ---------------- | --------- | -------- | --------- | --------- | ----- | ------- |
| Josefa Vueti | -77 kg masculino | 124       | 26       | 155       | 23        | 279   | 23      |

### Judô
| Atleta         | Prova           | Ronda dos 32             | Ronda dos 16           | Quartos-finais         | Semifinais             | 1ª Repescagem Ronda         | Repescagem Quartos-finais | Repescagem Semifinals  | Final                  |
| Atleta         | Prova           | Adversário e resultado   | Adversário e resultado | Adversário e resultado | Adversário e resultado | Adversário e resultado      | Adversário e resultado    | Adversário e resultado | Adversário e resultado |
| -------------- | --------------- | ------------------------ | ---------------------- | ---------------------- | ---------------------- | --------------------------- | ------------------------- | ---------------------- | ---------------------- |
| Sisilia Nasiga | −70 kg feminino | NED E. Bosch D 1000-0000 |                        |                        |                        | ALG R. Ouerdane D 1001-0000 | Não avançou               | Não avançou            | Não avançou            |

### Natação
| Atleta       | Prova                 | Eliminatórias | Eliminatórias | Semifinal   | Semifinal   | Final       | Final       |
| Atleta       | Prova                 | Tempo         | Posição       | Tempo       | Posição     | Tempo       | Posição     |
| ------------ | --------------------- | ------------- | ------------- | ----------- | ----------- | ----------- | ----------- |
| Carl Probert | 100 m livre masculino | 52.37         | 58            | Não avançou | Não avançou | Não avançou | Não avançou |

### Tiro
| Atleta      | Prova                    | Qualificação | Qualificação | Final       | Final       | Posição |
| Atleta      | Prova                    | Pontuação    | Posição      | Pontuação   | Total       | Posição |
| ----------- | ------------------------ | ------------ | ------------ | ----------- | ----------- | ------- |
| Glenn Kable | Fossa olímpica masculino | 115          | 13           | Não avançou | Não avançou | 13      |